# Mank
Mank ist eine Stadt mit 3354 Einwohnern (Stand 1. Jänner 2024) im Bezirk Melk im niederösterreichischen Mostviertel.

## Geografie
Die Gemeinde Mank liegt im Hügelland des Alpenvorlandes im Tal des ebenfalls Mank genannten Flusses.

### Gemeindegliederung
Das Gemeindegebiet umfasst folgende 36 Ortschaften (in Klammern Einwohnerzahl Stand 1. Jänner 2024):
- Aichen (27)
- Altenhofen (11)
- Anzenbach (46)
- Bodendorf (18)
- Busendorf (58)
- Dorna (13)
- Fohra (16)
- Fritzberg (25)
- Gries (26)
- Großaigen (120)
- Hagberg (10)
- Hörgstberg (35)
- Hörsdorf (58)
- Kälberhart (40)
- Kleinaigen (31)
- Kleinzell (32)
- Lehen (27)
- Loipersdorf (39)
- Loitsbach (30)
- Loitsdorf (49)
- Mank (2187)
- Massendorf (37)
- Münichhofen (32)
- Nacht (21)
- Oberschmidbach (41)
- Pichlreit (12)
- Pölla (34)
- Poppendorf (53)
- Ritzenberg (33)
- Rührsdorf (22)
- Sankt Frein (16)
- Sankt Haus (16)
- Simonsberg (37)
- Strannersdorf (28)
- Wies (47)
- Wolkersdorf (27)

Die Gemeinde besteht aus den Katastralgemeinden Großaigen, Kälberhart, Loitsdorf, Mank, Strannersdorf und Wolkersdorf.
Mit 1. Jänner 1967 wurden im Zuge der NÖ. Kommunalstrukturverbesserung die Gemeinden Mank und Kälberhart zusammengelegt, mit 1. Jänner 1971 wurde die Gemeinde Großaigen eingemeindet.
Mit 1. Jänner 1980 wurde Ritzengrub zwischen Mank und St. Leonhard am Forst aufgeteilt.

### Nachbargemeinden
|                       |                                             | Hürm |
| St. Leonhard am Forst | Kompassrose, die auf Nachbargemeinden zeigt | Kilb |
|                       | Kirnberg an der Mank                        |      |

## Geschichte
Mank wurde 1146 erstmals urkundlich erwähnt. Knapp 550 Jahre danach wurde die erste Schule in der Gemeinde errichtet. 1679 starben 62 Personen an der Pest, woran heute eine Pestsäule am Hauptplatz erinnert. 1851 wurde Mank Marktgemeinde und zählte zehn Jahre später schon annähernd 1000 Einwohner. Am 7. Mai 1987 wurde Mank durch den niederösterreichischen Landtag zur Stadt erhoben.
Die im Gemeindegebiet liegende Ortschaft St. Haus hieß im 15. Jahrhundert noch Sinabelkirchen (Sinawelkirchen, Sinwelkirchen). Die auf Schloss Strannersdorf residierenden Herren von Walsee, die auch Kirchenvögte von Mank waren, schenkten Sinabelkirchen vor ihrem Erlöschen 1483 ihrer Klostergründung Stift Säusenstein.
Vom 3. Juli 2015 bis 5. Juli 2015 fand der 65. NÖ Landesfeuerwehrleistungsbewerb (LFLB) in Mank statt und vom 4. Juli 2019 bis 7. Juli 2019 wurde das 47. Landestreffen der NÖ Feuerwehrjugend (LFJLB) in Mank abgehalten.

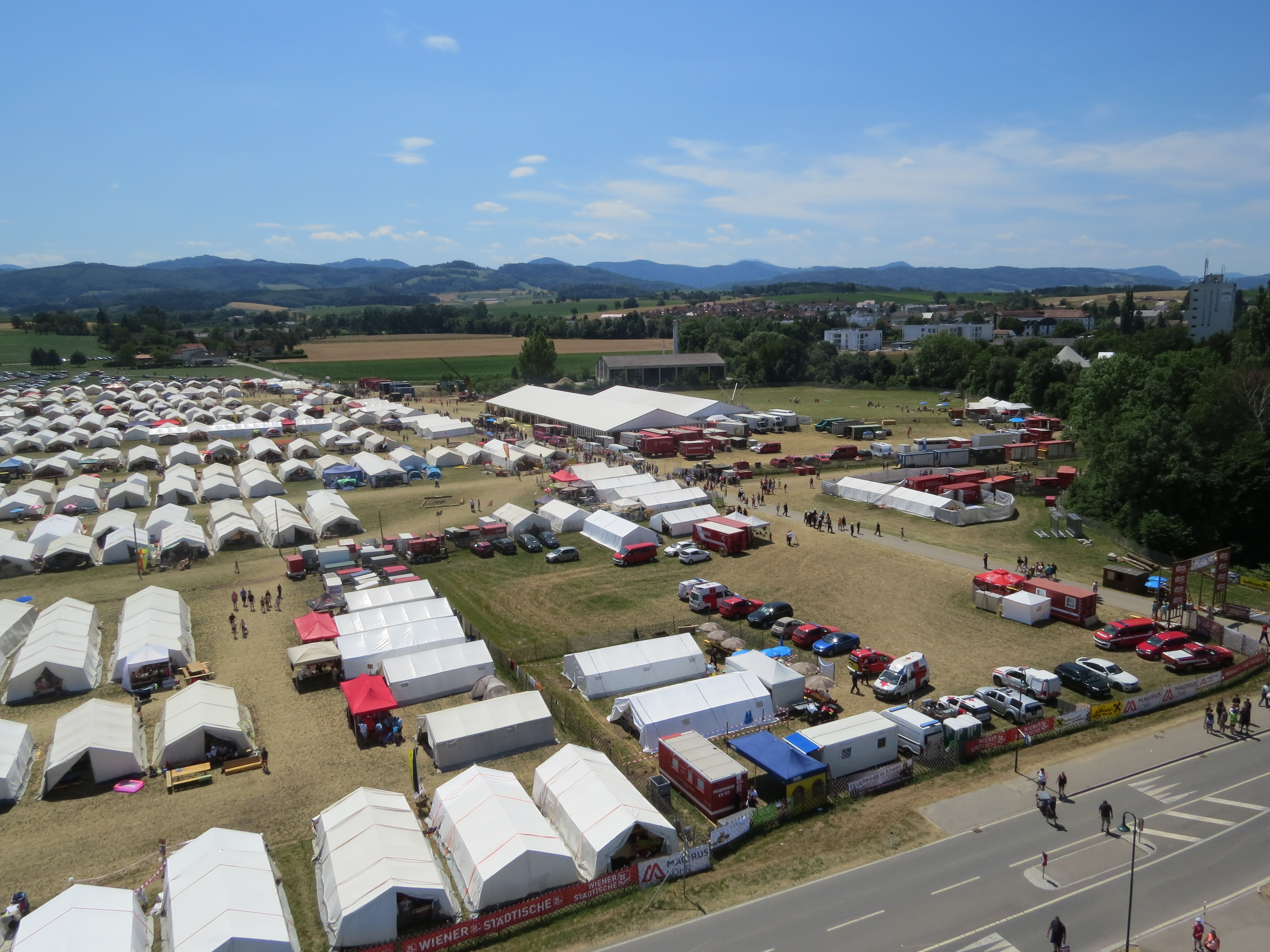
Zeltgelände beim 47. Landestreffen der NÖ Feuerwehrjugend in Mank (2019)

Mank ist 2022 die einzige Gemeinde Österreichs, in der eine Verkehrsfläche nach Engelbert Dollfuß benannt ist.

## Kultur und Sehenswürdigkeiten

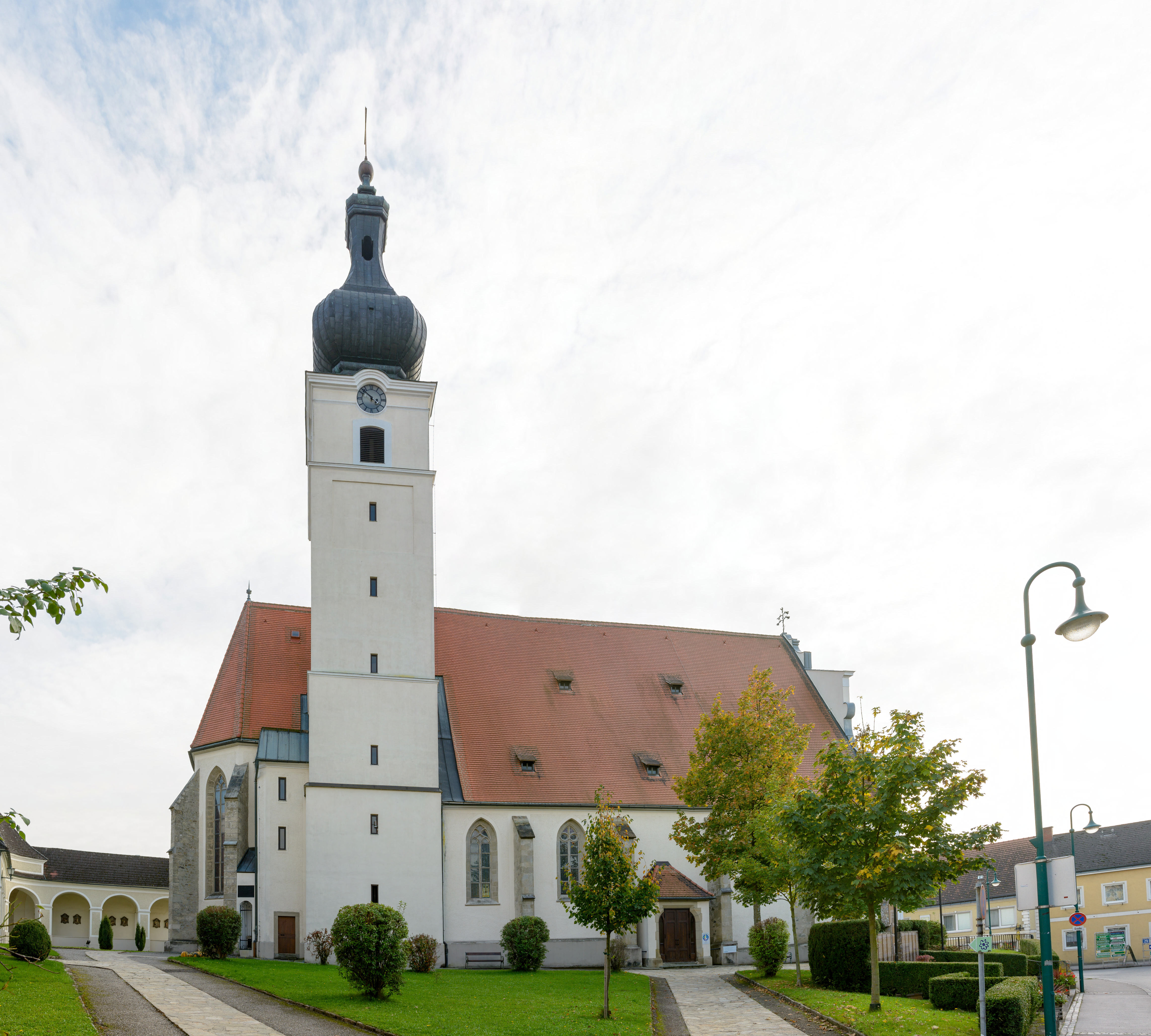
Pfarrkirche Mank

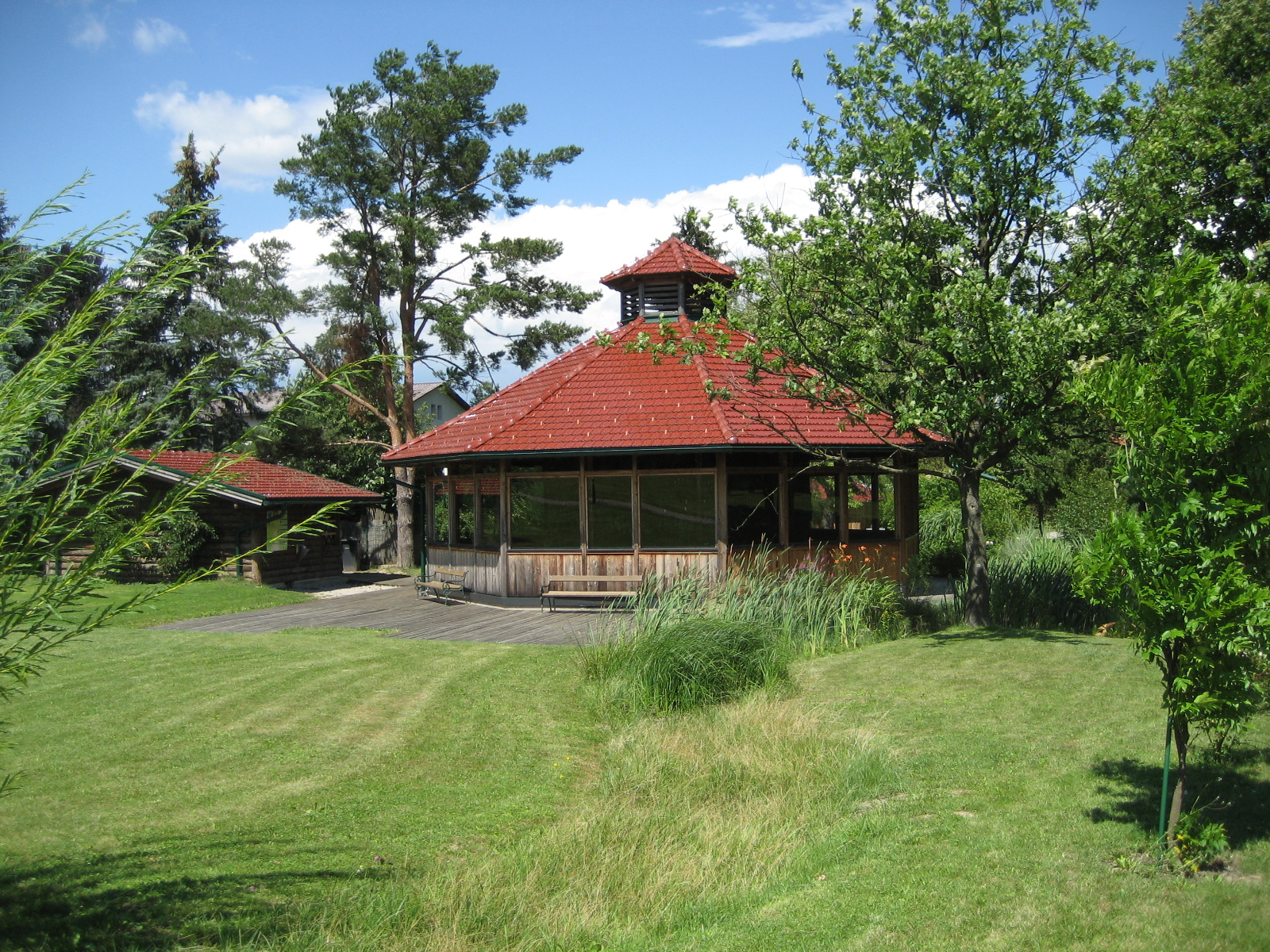
SoleAerium

### Bauwerke
- Schloss Strannersdorf: Das Schloss steht am westlichen Stadtrand.
- Schloss Kälberhart: Das Schloss steht nordöstlich der Stadt Mank.
- Katholische Pfarrkirche Mank Mariä Himmelfahrt: Die Wallfahrtskirche Maria Mank am grünen Anger ist seit 1646 das Ziel einer jährlichen Wallfahrt von Einwohnern St. Pöltens nach Mank. Daran erinnert eine denkmalgeschützte Mariensäule, genannt Schlangenkreuz, bei Kälberhart.
- Mahnmal in Dorna: privat errichtetes Mahnmal am Bauernhof Will zur Erinnerung an die Ermordung von drei KZ-Häftlingen auf deren Überstellung von der Lastwagenfabrik Saurerwerke in Wien-Simmering in das KZ-Außenlager Steyr-Münichholz[9][10]

### Sport
| Armbrustschießen   | Sportschützen Mank-Texing               |
| Basketball         | beim Sportplatz                         |
| Beachvolleyball    | beim Sportplatz                         |
| Fußballplätze      | Union Sport Club Mank                   |
| Kegelbahnen        | Kegelverein Union Raiffeisen Mank       |
| Laufen             | Laufclub Mank                           |
| Leichtathletik     | Sportunion Mank                         |
| Luftgewehrschießen | Sportschützen Mank-Texing               |
| Reiten             | Schönlehenhof Buber Reitverein Wasenhof |
| Tennisplätze       | Union Tennisclub Mank                   |
| Volleyball         | Union Volleyball Club Mank              |

### Vereine
- Bäuerliche Direktvermarkter Mank
- Chor mit vielen Gesichtern
- Die Bäuerinnen in der Gemeinde Mank
- Elternverein Mank-Kirnberg-Texingtal
- Gesang- und Musikverein Mank
- Großaigener Sport- und Freizeitverein
- Imkerverein Mank-Kirnberg-Texingtal
- Jagdhornbläsergruppe Mank
- Jagdverein Hegering Mank
- Kegelverein Union Raiffeisen Mank
- Kindergruppe Schmetterling
- Kinoklub Miniplex
- Kneipp Aktiv-Club Mank
- Kriegsopfer- und Behindertenverband Mank
- Kulturverein Beserlpark
- Laienspielgruppe „fix & fertig“
- Landjugend Mank
- Laufclub Mank
- Lichtblick: Wir helfen Mankern
- Manker Hö-Teufeln
- Modellbauclub Mank
- Musikfreunde Mank
- OESG66 Österreichische Gemeinschaft der Schnapser
- ÖKB Stadtverband Mank
- Regionale Frauenplattform Mank
- Reit- und Fahrverein Schönlehen
- Reitverein Wasenhof Mank
- Seifenkistenverein Mank
- Sportschützen Mank – Texingtal
- SPORTUNION Mank
- Sportunion-Tanzsportklub Mank
- Stadtkapelle Mank
- Stadtmarketing Mank
- Theatergruppe „Spectaculum“
- Union Beachclub Volksbank Mank
- Union SportClub Mank
- Union Tennisklub Mank
- Union Volleyballclub Mank
- Verschönerungs- u. Dorferneuerungsverein Mank
- Volkstanzgruppe Mank

## Wirtschaft und Infrastruktur
Mank besitzt jeweils eine Filiale der Lebensmitteleinzelhändler Hofer, Spar und Billa. Im Jahr 2022 startete der Glasfaserausbau durch die Niederösterreichische Glasfaserinfrastrukturgesellschaft (NÖGIG).

### Bildungseinrichtungen
- NÖ Landeskindergarten
- Volksschule Mank
- Allgemeine Sonderschule Mank
- Neue NÖ Mittelschule Mank
- Polytechnische Schule
- Musikschule Alpenvorland
- Volkshochschule

### Verkehr
Mank war bis zur Einstellung des Verkehrs im Dezember 2010 Endstation der in Ober-Grafendorf von der Mariazellerbahn abzweigenden Zweiglinie, der so genannten Krumpe, die die Stadt mit St. Pölten verband und vor allem dem Schüler- und Pendlerverkehr diente. Seither gibt es verstärkt Busangebote. In Mank befindet sich mit dem Dr. Dollfuß-Platz die letzte nach Engelbert Dollfuß benannte Verkehrsfläche in Österreich.

## Politik

### Gemeinderat
Der Gemeinderat hat 23 Mitglieder.
- Mit den Gemeinderatswahlen in Niederösterreich 1990 hatte der Gemeinderat folgende Verteilung: 17 ÖVP, 3 SPÖ und 1 FPÖ.
- Mit den Gemeinderatswahlen in Niederösterreich 1995 hatte der Gemeinderat folgende Verteilung: 14 ÖVP, 3 SPÖ, 2 FPÖ und 2 Partei Unabhängige Manker Liste.[11]
- Mit den Gemeinderatswahlen in Niederösterreich 2000 hatte der Gemeinderat folgende Verteilung: 15 ÖVP, 4 SPÖ und 2 FPÖ.[12]
- Mit den Gemeinderatswahlen in Niederösterreich 2005 hatte der Gemeinderat folgende Verteilung: 16 ÖVP, 4 SPÖ und 1 FPÖ.[13]
- Mit den Gemeinderatswahlen in Niederösterreich 2010 hatte der Gemeinderat folgende Verteilung: 18 ÖVP, 3 SPÖ und 2 FPÖ.[14] (21 Mitglieder)
- Mit den Gemeinderatswahlen in Niederösterreich 2015 hatte der Gemeinderat folgende Verteilung: 18 ÖVP, 3 SPÖ und 2 FPÖ.[15]
- Mit den Gemeinderatswahlen in Niederösterreich 2020 hatte der Gemeinderat folgende Verteilung: 18 ÖVP, 2 SPÖ, 2 GRÜNE und 1 FPÖ.[16]
- Mit den Gemeinderatswahlen in Niederösterreich 2025 hat der Gemeinderat folgende Verteilung: 17 ÖVP, 3 FPÖ, 2 SPÖ, 1 GRÜNE.[17]

### Bürgermeister
Quelle: Homepage der Stadtgemeinde Mank.
| Amtszeit  | Bürgermeister                                |
| --------- | -------------------------------------------- |
| 1850–1870 | Leopold Aigner, Josef Jesch, Gottfried Jesch |
| 1871–1872 | Michael Watzek                               |
| 1873–1878 | Anton Wiletal                                |
| 1878–1880 | Ignaz Hofreiter                              |
| 1880–1882 | Leopold Anderle                              |
| 1883–1888 | Anton Wiletal                                |
| 1889–1890 | Moritz Schwinner                             |
| 1891–1892 | Michael Schweizer                            |
| 1892–1893 | Anton Wiletal                                |
| 1894–1897 | Wilhelm Wiletal                              |
| 1898–1911 | Franz Teufl                                  |
| 1912–1938 | Anton Luger                                  |
| 1938–1945 | Thomas Schubert                              |
| 1945      | Anton Luger                                  |
| 1945      | Franz Strassberger                           |
| 1945–1950 | Johann Steindl                               |
| 1950–1960 | Anton Zeller                                 |
| 1960–1984 | Leopold Eigenthaler                          |
| 1984–2004 | Hans Oliver Godderidge                       |
| seit 2004 | Martin Leonhardsberger                       |

### Wappen
Am 31. Juli 1957 wurde vom Amt der Niederösterreichischen Landesregierung der Marktgemeinde Mank folgendes Wappen verliehen:
„Ein gespaltener Schild zeigt im rechten Felde auf blauem Grund ein goldenes Ypsilon, im linken Felde auf goldenem Grund vier blaue Querbalken, durch Wellenschnitt geteilt. Die Marktfarben sind blau-gold.“
Das Goldene Y ist das Wappen des Chorherrnstiftes St. Pölten, welches Grundherrschaft von Mank gewesen ist. Die blau-goldenen Wellenlinien deuten auf die Bedeutung des Flussnamens Mank („die Unterwaschende“) hin.

## Persönlichkeiten

### Ehrenbürger der Stadt
- Engelbert Dollfuß (1892–1934), Ehrenbürger bis 2022[19]
- Kurt Schuschnigg (1897–1977), Ehrenbürger bis 2022[19]
- Ernst Rüdiger Starhemberg (1899–1956), Ehrenbürger bis 2022[19]

### Söhne und Töchter der Stadt
- Helene Oldenburg, geb. Helene Maria Anna Aichinger (1868–1922), Afrikaforscherin, Autorin und Fotografin
- Fanny Harlfinger-Zakucka (1873–1954), Malerin, Grafikerin und Kunstgewerblerin
- Rudolf Freinberger (1939–2019), Politiker (SPÖ)

### Mit der Stadt verbundene Persönlichkeiten
- Raimund Duellius (1693/94–1769), Augustinerchorherr und Historiker; lebte 33 Jahre in Mank und starb dort
- Thomas Schubert (* 1899), vom Volksgericht wegen Hochverrats durch illegale Betätigung in der NSDAP sowie Denunziation des Franz Trimmel verurteilt zur Strafe des schweren Kerkers für die Dauer von zweieinhalb Jahren[20]

## Kontroversen
Im Frühjahr 2024 setzen sich Kontroversen über den einzigen Platz in Österreich, der noch nach dem 1934 ermordeten Diktator Engelbert Dollfuß benannt ist, fort.